# Монье, Жан-Лоран
Жан-Лора́н Монье́ (фр. Jean-Laurent Mosnier; 1743, Париж, Королевство Франция — 10 [22] апреля 1808, Санкт-Петербург, Российская империя) — французский живописец и художник-миниатюрист, видный портретист эпохи классицизма, значительную часть жизни работавший в России. Академик Королевской Академии живописи и скульптуры в Париже (с 1788; ассоциированный член с 1786), академик (с 1802) и заведующий портретным классом (с 1806) Императорской Академии художеств в Санкт-Петербурге.

## Биография
В 1776 году он был назначен придворным художником Людовика XVI. Выполнил ряд портретов королевы Марии-Антуанетты.
В 1786 году сопричислен к французской академии художеств. В 1788 году за портреты скульптора Бридана и живописца Лагрене Старшего (последний находится в Парижском училище изящных искусств) избран в её действительные члены.
Эмигрировал в эпоху Великой французской революции: сначала, в 1790 году — в Лондон, в 1796 году — в Германию, через четыре года — в Россию. Писал портреты лиц петербургского высшего общества: императрицы Елизаветы, членов семьи Строгановых. С 1802 года состоял академиком Императорской академии художеств и преподавал портретную живопись в её классах.
В 1806 году удостоен звания профессора. В 1806—1808 годах преподавал в Академии художеств, руководил портретным классом. Автор портретов короля Людовика XVI, императрицы Елизаветы Алексеевны, принца Людвига Прусского, графа Павла Александровича Строганова, княгини Елизаветы Борисовны Шаховской, графини Софьи Владимировны Строгановой, романиста Августа Генриха Лафонтена, астронома и политического деятеля Жана-Сильвена Байи, князя Александра Львовича Нарышкина, адмирала барона Джорджа Родни и других влиятельных лиц. Портреты Жан-Лорана Монье можно встретить в музеях и частных собраниях Франции, Великобритании, России, Германии, Испании, США и других стран. Умер Монье в Санкт-Петербурге в 1808 году.

## Галерея

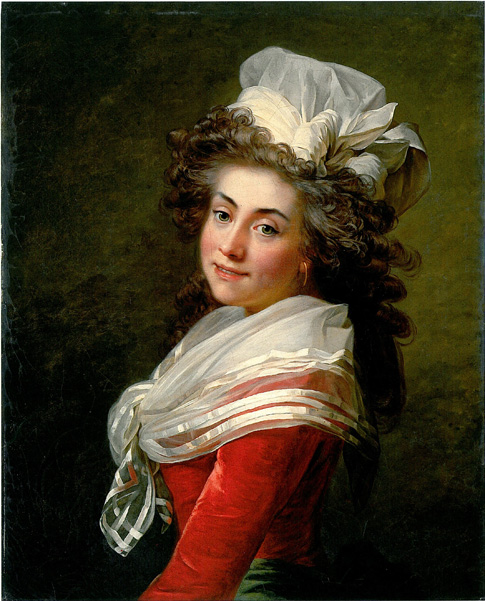
Портрет маркизы де Грекур (1790)
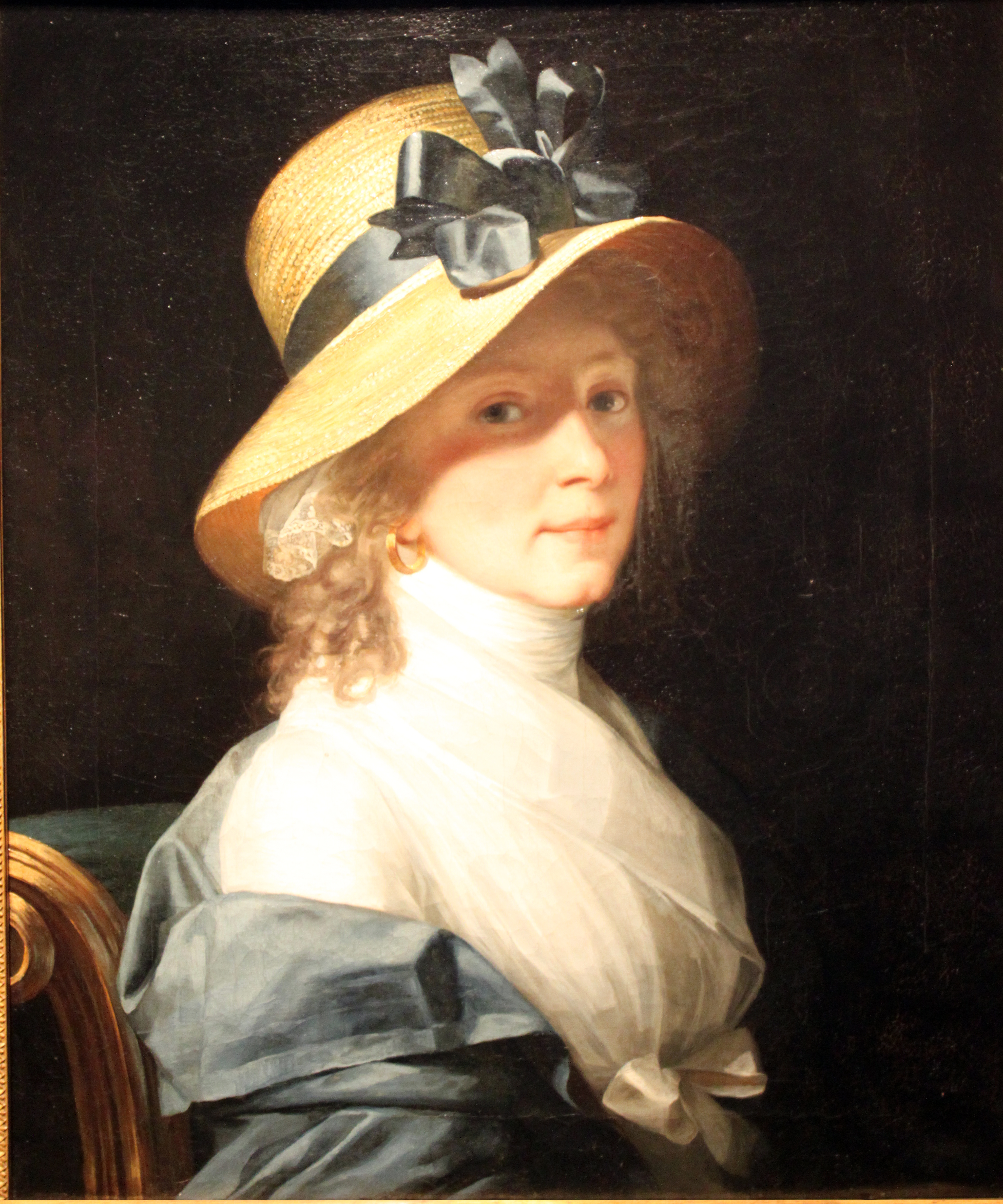
Портрет Элизабет Хадтвалкер (1798)
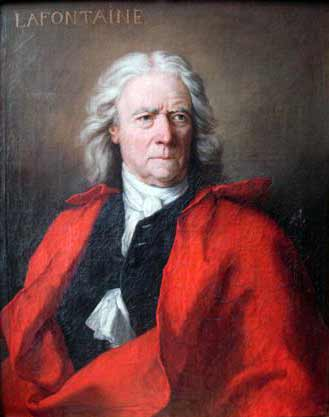
Портрет Жана де Лафонтена (1798)
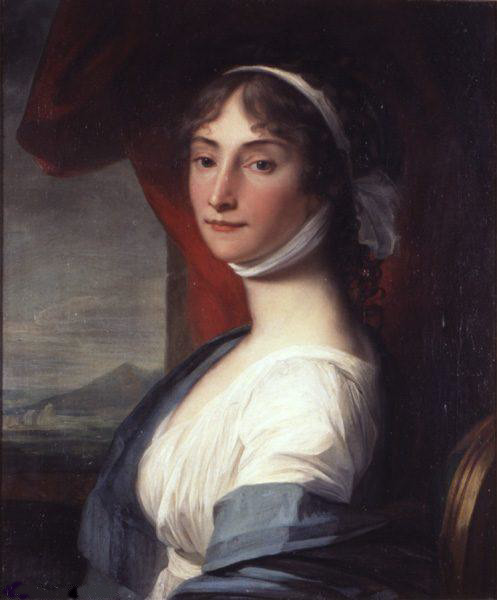
Портрет Фридерики Лейшинг (1799)
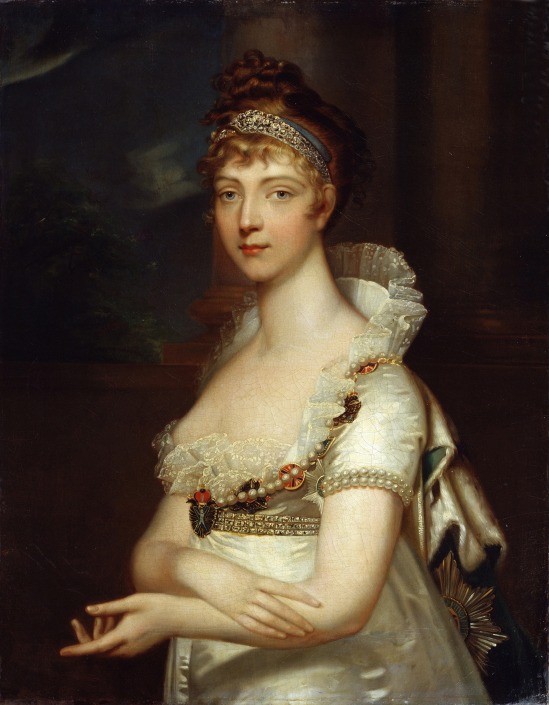
Портрет императрицы Елизаветы Алексеевны (1800-е)
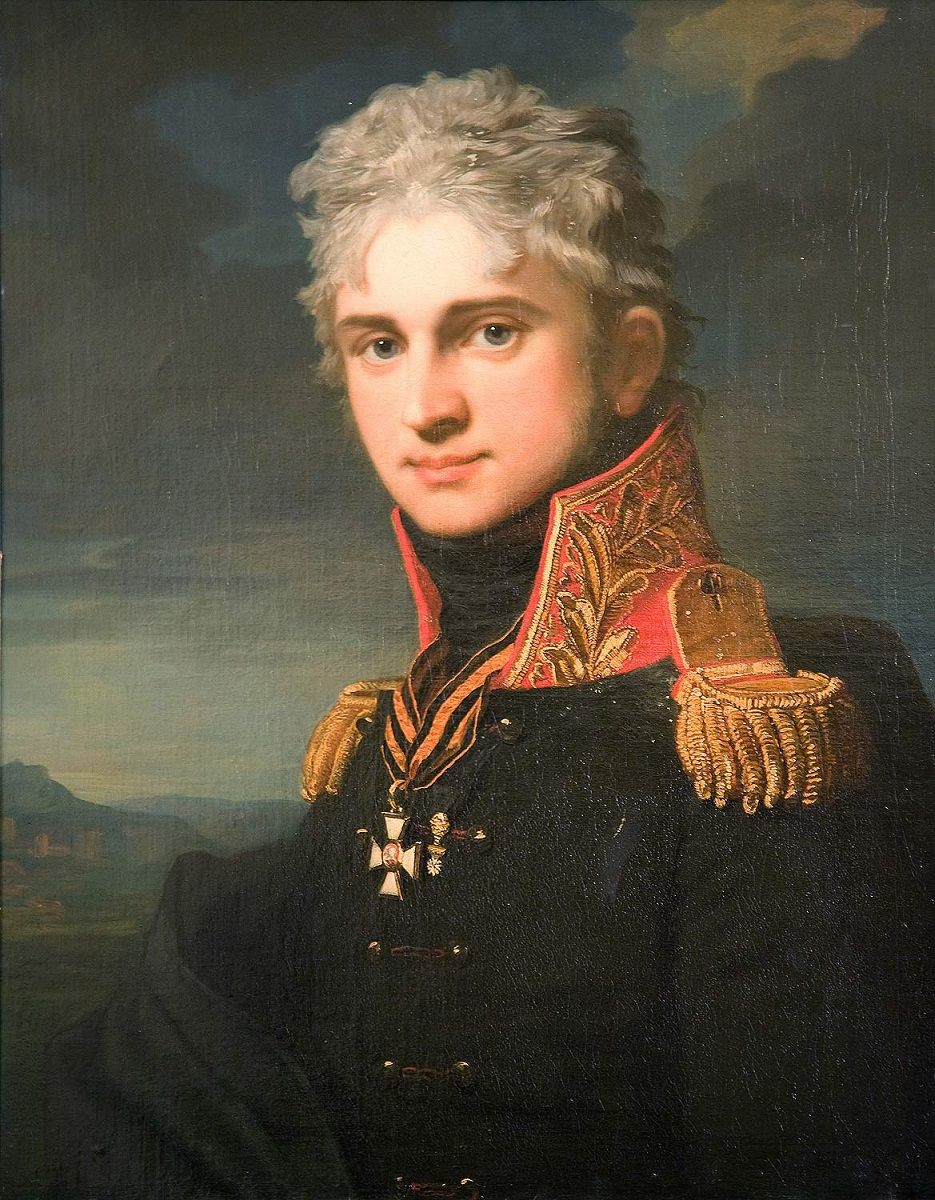
Портрет графа П. А. Строганова (1808)
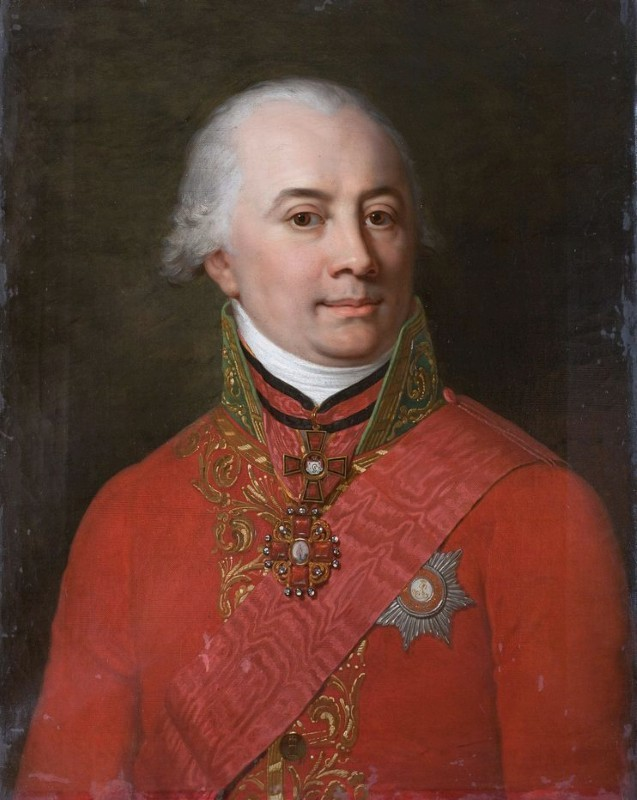
Портрет М. Н. Муравьёва (1810)
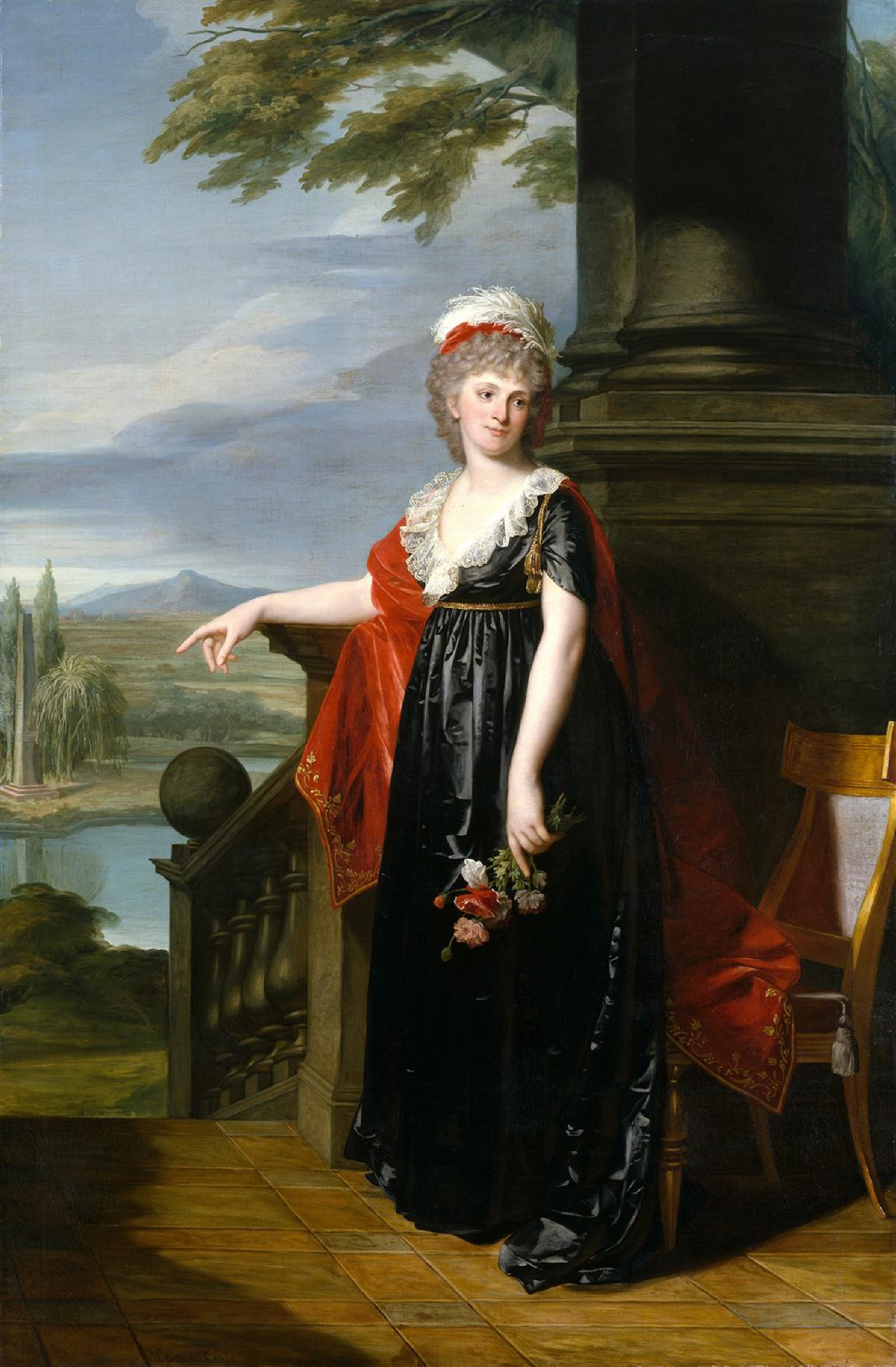
Портрет немецкой поэтессы и писательницы Энгель Кристины Вестфален